# Iniciativa Liberal
Iniciativa Liberal (en portuguès també Iniciativa Liberal) és un partit polític portuguès dirigit per João Cotrim de Figueiredo. És un partit liberal clàssic que defensa més llibertats econòmiques, polítiques i civils i menys intervenció estatal. Va aconseguir un escó en la Eleccions legislatives portugueses de 2019.

## Història
El partit va ser creat com una associació el 2016, i va ser aprovat com a partit pel Tribunal Constitucional el 2017. El partit va ser admès al Partit de l'Aliança dels Liberals i Demòcrates per Europa, un partit polític europeu, el novembre de 2017.
En setembre de 2018, Carlos Guimarães Pinto va ser convidat a liderar Iniciativa Liberal després de la dimissió de Jesus Neves Ferreira da Silva. El partit va concórrer per primer cop a les Eleccions al Parlament Europeu de 2019, aconseguint el 0,9% dels vots, i sense aconseguir cap escó en el Parlament Europeu. En les Eleccions legislatives portugueses de 2019, el partit va guanyar un escó en el Parlament portuguès per la Circumscripció electoral de Lisboa, amb 67.681 vots en total, equivalent a 1,29% dels vots emesos.
En octubre de 2019 Carlos Guimarães va renunciar a la presidència del partit, sent succeït per João Cotrim Figueiredo. El 22 de gener de 2023, a la VII Convenció Nacional del partit, Rui Rocha va ser elegit president del Comitè Executiu, i fou reelegit en 2 de febrer de 2025.

## Resultats electorals

### Assemblea de la República
| Eleccions a l'Assemblea de la República | Eleccions a l'Assemblea de la República | Eleccions a l'Assemblea de la República | Eleccions a l'Assemblea de la República | Eleccions a l'Assemblea de la República | Eleccions a l'Assemblea de la República | Eleccions a l'Assemblea de la República | Eleccions a l'Assemblea de la República |
| Any                                     | Lider                                   | Vots                                    | %                                       | +/-                                     | Escons                                  | +/-                                     | Govern                                  |
| --------------------------------------- | --------------------------------------- | --------------------------------------- | --------------------------------------- | --------------------------------------- | --------------------------------------- | --------------------------------------- | --------------------------------------- |
| 2019                                    | Carlos Guimarães                        | 67.681 (#8)                             | 1,3 / 100                               | N/D                                     | 1 / 230                                 | N/D                                     | Oposició                                |
| 2022                                    | João Cotrim                             | 273.687 (#4)                            | 4,9 / 100                               | 3,6                                     | 8 / 230                                 | 7                                       | Oposició                                |
| 2024                                    | Rui Rocha                               | 319.685 (#4)                            | 4,94 / 100                              | 0,03                                    | 8 / 230                                 | =                                       | Oposició                                |
| 2025                                    | Rui Rocha                               | 338,974                                 | 5,4 / 100                               | 0,5                                     | 9 / 230                                 | 1                                       | Oposició                                |

### Parlament Europeu
| Any  | Parlament Europeu | Parlament Europeu | Parlament Europeu | Parlament Europeu | Lloc | Candidat       |
| Any  | Vots              | %                 | Escons            | +/-               | Lloc | Candidat       |
| ---- | ----------------- | ----------------- | ----------------- | ----------------- | ---- | -------------- |
| 2019 | 29.120            | 0,9%              | 0 / 21            | Nou               | 11è  | Ricardo Arroja |
| 2024 | 358,273           | 9.07%             | 2 / 21            | 2                 | 4t   | João Cotrim    |

### Eleccions presidencials
| Data | Candidat              | Primera Ronda | Primera Ronda | Primera Ronda |
| Data | Candidat              | Pos.          | Vots          | %             |
| ---- | --------------------- | ------------- | ------------- | ------------- |
| 2021 | Tiago Mayan Gonçalves | 6è            | 134,427       | 3.22          |

### Assemblees regionals
| Regió   | Última elecció | Vots  | %   | Escons | Escons | Escons  | Govern   |
| Regió   | Última elecció | Vots  | %   | No.    | ±      | Posició | Govern   |
| ------- | -------------- | ----- | --- | ------ | ------ | ------- | -------- |
| Açores  | 2024           | 2,482 | 2.2 | 1 / 57 | =      | 5è      | Oposició |
| Madeira | 2025           | 3,097 | 2.2 | 1 / 47 | =      | 6è      | Oposició |

## Llista de dirigents

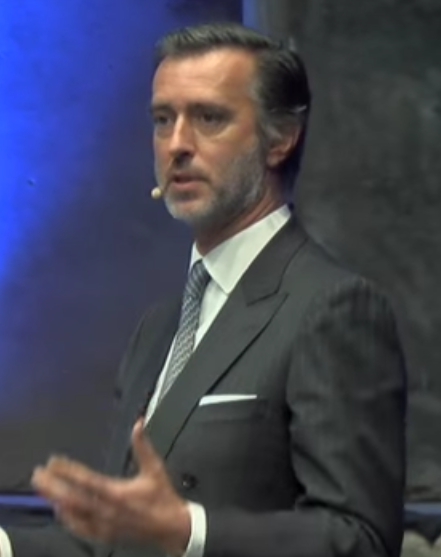
João Cotrim de Figueiredo, el dirigent actual del partit

| Nom | Nom                       | Inici                  | Final                 | Notes                                                                          |
| --- | ------------------------- | ---------------------- | --------------------- | ------------------------------------------------------------------------------ |
| 1r  | Miguel Ferreira da Silva  | 13 de desembre de 2017 | 13 d'octubre de 2018  | President fundador Dimitit                                                     |
| 2n  | Carlos Guimarães Pinto    | 13 d'octubre de 2018   | 8 de desembre de 2019 | Cap de llista de partits a les eleccions legislatives portugueses 2019 Dimitit |
| 3r  | João Cotrim de Figueiredo | 8 de desembre 2019     | Present               | Diputat per Lisboa des de 2019                                                 |